# Eurhadina fasciata
Eurhadina fasciata är en insektsart som beskrevs av Irena Dworakowska 2002. Eurhadina fasciata ingår i släktet Eurhadina och familjen dvärgstritar.
Artens utbredningsområde är Thailand. Inga underarter finns listade i Catalogue of Life.